# März (Zeitschrift)
Der März – Halbmonatsschrift für deutsche Kultur war eine der erfolgreichsten Zeitschriften des späten deutschen Kaiserreichs. Die linksliberale Zeitschrift erschien vom Juni 1907 bis zum 29. Dezember 1917 und wurde zuerst von Ludwig Thoma, Hermann Hesse, Kurt Aram und Albert Langen in dessen Münchner Verlag herausgegeben. Zu den Redakteuren zählten unter anderem Wilhelm Herzog und der spätere Bundespräsident Theodor Heuss, der den März 1913 übernahm. Zu ihren besten Zeiten hatte die zweiwöchentlich und am Ende wöchentlich erscheinende Zeitschrift eine Auflage von 15.000. Der März „verstand sich als positives Gegenstück zum Simplicissimus mit freiheitlicher Tendenz“. Er setzte sich für die deutsch-französische Verständigung im Zeichen der Demokratie ein, für die wechselseitige nationale Achtung und für die „Vereinigten Staaten von Europa“. Der Titel der Zeitschrift bezog sich einerseits auf den Frühlingsmonat, wodurch Frische und Erneuerung ausgedrückt werden sollten, und zum anderen an die liberale Revolution im März 1848.
Zu den Ko-Gründern und wichtigen Finanziers der Zeitschrift gehörte der württembergische Politiker und Rechtsanwalt Conrad Haußmann, der mit Hermann Hesse und Ludwig Thoma befreundet war und Thoma in vielen Presse-Prozessen anwaltlich vertrat. Als der März 1913 in eine Existenz- und Finanzkrise geraten war, rekrutierte Haußmann den jungen Politiker und Journalisten Heuss in Heilbronn als Redakteur, der indes auf ein festes Gehalt verzichtete und sich nur durch Autorenhonorar bezahlen ließ. Laut Heuss brachte der Weltkrieg erhebliche Spannungen in die Redaktion, da das auf internationale Verständigung zielende Ansinnen fragwürdig geworden sei und weil sich Thoma zum Militaristen, Hesse zum Pazifisten entwickelt habe.
Wegen dauerhafter Defizite, Abonnenten- und Lesermangel entschieden sich Heuss und Haußmann 1917 für die Einstellung des Blattes.
Im Harald Fischer Verlag, Erlangen, erschien 1998 eine Neuausgabe aller Hefte auf 120 Mikrofiches (ISBN 3-89131-286-5).

## Zitatnachweis
1. ↑  So Sibylle Mulot-Déri in: Sir Galahad, Frankfurt 1987, S. 171
2. ↑  Theodor Heuss: Erinnerungen 1905-1933. Rainer Wunderlich Verlag Hermann Leins, Tübingen 1963, S. 188–191.
3. ↑  Reiner Burger: Theodor Heuss als Journalist. Lit-Verlag, Münster 1999, S. 132, 153.